# Ravenea xerophila
Ravenea xerophila es una especie de palmera que es originaria de Madagascar. 

## Descripción
Es una palmera que alcanza un tamaño de hasta 3-6 m de altura, y de hasta 11 cm de diámetro. Las hojas de 3-4 m de largo; con vaina de 72 cm, con tomento marrón aterciopelado  sobre verde; con 45-47 foliolos en cada lado del raquis. Las inflorescencias estaminadas solitarias. Las pistiladas solitarias, interfoliares, erguidas, de 126-150 cm. Fruto desconocido.

## Taxonomía
Ravenea xerophila fue descrita por Henri Lucien Jumelle  y publicado en Annales du Musée Colonial de Marseille, sér. 5, 1(1): 28–29. 1933.
Etimología
Ravenea: nombre genérico que fue nombrado por Louis Ravené.
xerophila: epíteto latino que significa "que ama la sequedad"
Sinonimia
- Louvelia albicans Jum.[7][4]